# Generació del 36 espanyola
|  | Aquest article tracta sobre la generació d'escriptors i poetes en llengua espanyola. Si cerqueu la generació de poetes en llengua catalana, vegeu «Generació del 36». |

Generació de 1936, promoció de 1936 o primera generació de postguerra és el moviment literari en llengua espanyola situat entre 1936 i 1941, constituït pels escriptors, poetes i dramaturgs de l'època de la Guerra Civil espanyola.

## Característiques

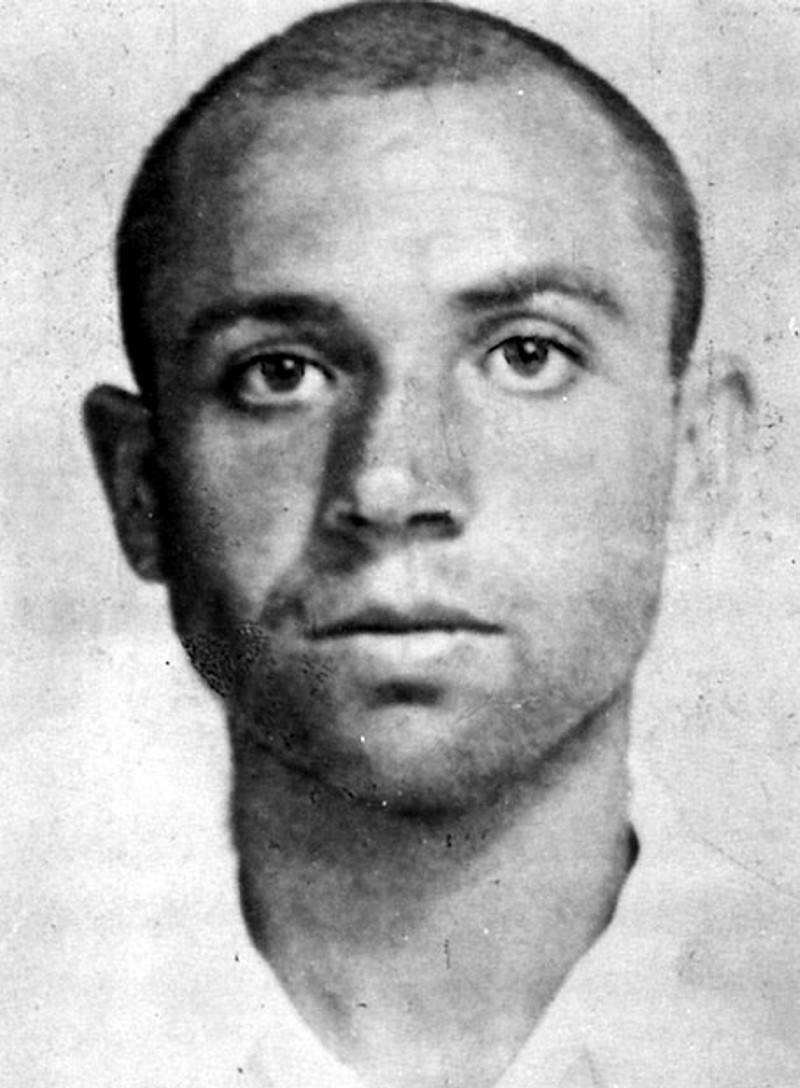
Miguel Hernández el 1939.

Els escriptors agrupats en aquesta generació fantasma, van compartir -amb diferent intensitat- les conseqüències de la postguerra espanyola: l'autarquia, la divisió entre vencedors i vençuts, la censura, les penúries econòmiques i les misèries morals i materials que imposava la situació, durant un període en què a la cultura occidental predominava l'existencialisme.
Els poetes d'aquesta promoció es podrien dividir en diferents grups: Poesia arrleada (poesía arraigada), també anomenada garcilasisme, i poesia desarrelada (poesía desarraigada); Postisme, grup Cántico etcètera.

## Components
Ricardo Gullón va establir una llista d'autors que considerava vinculats a aquesta generació, tot i que els criteris d'inclusió no són rígids. Les condicions que es tenen en compte són l'edat, la dedicació a la literatura a la data de partida, 1936, el fet que es coneguessin entre ells i publiquessin en les mateixes revistes, col·leccions literàries i altres publicacions i la participació en les experiències de l'època des de cercles d'acció similars.
Així doncs, els components de la generació del 36 en el camp de la poesia són: Miguel Hernández, Luis Rosales, Leopoldo Panero i Juan Panero, Luis Felipe Vivanco, José María Fonollosa, Ildefonso-Manuel Gil, Germán Bleiberg, José Antonio Muñoz Rojas, José María Luelmo, Pedro Pérez Clotet, Rafael Duyos, Celso Amieva, Gabriel Celaya, Arturo Serrano Plaja, José Herrera Petere, Blas de Otero i, en certa manera, Juan Gil-Albert.
En el grupo de pensadors i crítics figurarien: Enrique Azcoaga, José Antonio Maravall, Antonio Sánchez Barbudo, Ramón Faraldo, Eusebio García Luengo, María Zambrano, Antonio Rodríguez-Moñino, Josep Ferrater i Mora i el mateix Ricardo Gullón.
Entre els narradors, Camilo José Cela, Carmen Laforet, Gonzalo Torrente Ballester i Miguel Delibes. Entre els dramaturgs i Antonio Buero Vallejo.
Podrien afegir-se a aquest nucli central de la generació els noms dels que s'hi incorporen durant la Guerra Civil o immediatament després, i que des d'abans es podria dir que ja figuraven idealment amb els citats anteriorment i els del «Garcilasisme»: Dionisio Ridruejo, José Luis Cano, Ramón de Garciasol, Pedro Laín Entralgo, Juan López Morillas, José Luis Aranguren, Julián Marías, Xoán Rof Carballo, Segundo Serrano Poncela, Juan Antonio Gaya Nuño, José Suárez Carreño, Jorge Campos, Fernando Allué y Morer i José Manuel Blecua.